# Johannes Nilsson i Sorröd
Johannes Nilsson, (i riksdagen kallad Nilsson i Sorröd), född 18 september 1836 i Stenestads församling, Kristianstads län, död 25 mars 1914 i Helsingborgs stadsförsamling, var en svensk lantbrukare och riksdagsman.
Nilsson var verksam som lantbrukare i Sorröd i Riseberga församling. I riksdagen var han ledamot av andra kammaren 1886-1889 samt 1896-1899, invald i Norra Åsbo domsagas valkrets. Han var även landstingsman samt ordförande i kommunalnämnden, kommunalstämman och i brandstodsnämnden. Han var ledamot av hemkommunens vägstyrelse och av kyrko- och skolråd.

## Fotnoter
1. 1 2 3 4  Albin Hildebrand, Svenskt porträttgalleri : XXV:2. Riksdagens andra kammare 1867-1904, 1905, s. 160, läs onlineläs online, läst: 2 april 2023.[källa från Wikidata]
2. 1 2 3 4 5 6 7 8 9 10 11 12 13  Tvåkammar-riksdagen 1867–1970, vol. 3, 1985, s. 138, Svenskt porträttarkiv: sj9PGLAlnmUAAAAAABfpag, läst: 23 april 2022.[källa från Wikidata]
3. 1 2 3 4  Helsingborgs stadsförsamlings (Maria) kyrkoarkiv, Död- och begravningsböcker, SE/LLA/13171/F I/13 (1913-1915), bildid: 00124978_00062, sida 59, död- och begravningsbok, s. 59, Nationell Arkivdatabas Referenskod: I/13 SE/LLA/13171/F I/13, läs onlineläs online, läst: 2 april 2023.[källa från Wikidata]
4. 1 2 3  Stenestads kyrkoarkiv, Födelse- och dopböcker, SE/LLA/13366/C I/3 (1812-1852), bildid: C0069143_00100, sida 175, födelse- och dopbok, s. 175, Nationell Arkivdatabas Referenskod: I/3 SE/LLA/13366/C I/3, läs onlineläs online, läst: 4 februari 2025, ”September 18, föddes.... Rätt Nils Olof hustrun Hanna Heljasd. Son Johannes”.[källa från Wikidata]
5. ↑  Riksdagsman Johannes Nilssons gravplats, Hembygdsportalen-id: 201635/picture/2319398, läst: 2 april 2023, ”Riksdagsman Johannes Nilssons gravsten i kv VI på Riseberga kyrkogård.”.[källa från Wikidata]
6. ↑  Johannes Nilsson, Find A Grave-ID: 251569718.[källa från Wikidata]
7. ↑  F.D. RIKSDAGSMANNEN JOHs NILSSONS I SORRÖD FAMILJEGRAF, Gravstensinventeringen: 537898?pid=0, läst: 4 februari 2025.[källa från Wikidata]
8. 1 2  Nilsson, Johannes, f. 1836 i Stenestad Malmöhus län, (f.d. Riksdagsm.) Hemmansegare, Folkräkningar (Sveriges befolkning) 1890, Riksarkivet, läs onlineläs online, läst: 4 februari 2025.[källa från Wikidata]
9. 1 2 3  Nilsson, Johannes, f. 1836 i Stenestad Malmöhus län, Åbo Kyrkvärd, Folkräkningar (Sveriges befolkning) 1880, Riksarkivet, läs onlineläs online, läst: 4 februari 2025.[källa från Wikidata]
10. ↑  Sveriges Dödbok 1901–2009, DVD-ROM, Version 5.00, Sveriges Släktforskarförbund (2010).